# Scriptkiddie
Een scriptkiddie is een persoon die zich misdraagt op het internet. Hij maakt daarbij gebruik van technieken en hulpmiddelen die door anderen zijn ontwikkeld. Vaak zijn die bedacht door crackers. Een scriptkiddie heeft meestal geen verstand van de onderliggende technieken en is slechts een gebruiker van andermans middelen. Deze term wordt sinds halverwege de jaren 90 van de 20e eeuw gebruikt.
Het stereotype scriptkiddie is een puber van het mannelijke geslacht die over een krachtige computer beschikt. Scriptkiddies handelen vaak vanuit een baldadige motivatie en voor de "kick". Ze zijn zich meestal niet bewust van de gevolgen van hun eigen handelen of hebben weinig boodschap aan de gevolgen/overlast voor andere internetgebruikers.
Scriptkiddies veroorzaken overlast. Veel van de misbruikmeldingen op het internet worden veroorzaakt door scriptkiddies. Ze komen echter vaak kennis en kunde te kort om daadwerkelijk een gevaar te vormen voor mensen die hun computer en/of systemen goed up-to-date houden. Veel computervirussen en -wormen worden als het werk gezien van scriptkiddies.
Een subcultuur van hack- en programmeergemeenschappen, cheat-ontwikkelaars, zijn verantwoordelijk voor de ontwikkeling en het onderhoud van klanten. Deze personen moeten de beveiligingsfuncties van het doelprogramma omzeilen om onopgemerkt te blijven door de anti-cheat. Van scriptkiddies is bekend dat ze iets downloaden en enigszins wijzigen dat een cheat-ontwikkelaar heeft gemaakt.
Een in Nederland bekend voorbeeld van het werk van een scriptkiddie is het zogenaamde Anna Kournikova-virus uit 2001. Dit virus was door een student uit Sneek met een paar muisklikken in elkaar gezet door gebruik te maken van een kant-en-klare virusontwerpomgeving. Deze worm beschadigt geen computerbestanden, maar stuurt zichzelf door naar alle contacten in het adresboek van de gebruiker. Dit leidde tot een werkstraf van 150 uur voor de maker.